# بيرتوكسين
بيرتوكسين (بالإنجليزية: Birtoxin)‏ هو سم عصبي ينتج من سم العقرب البصاق الجنوب أفريقي. عن طريق تغيير تنشيط قناة الصوديوم، يشجع السم على الإطلاق التلقائي والمتكرر مثل المبيدات الحشرية التي تحتوي على البيرثرويد.

## المصادر

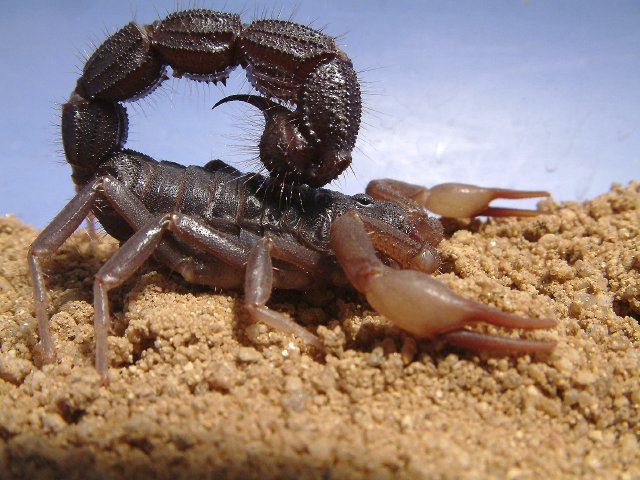
العقرب البصاق الجنوب أفريقي

## طريقة العمل
يؤثر البيرتوكسين على آلية قنوات الصوديوم من خلال الارتباط بموقع مستقبلات السموم العصبية 4 للقناة، مما يؤدي إلى خفض عتبة الجهد للقناة وتقليل السعة الحالية. بسبب التغيير في التنشيط، تفتح قناة الصوديوم في عمليات إزالة الاستقطاب الأصغر. يؤدي هذا إلى زيادة الاستثارة، مما يؤدي إلى أعراض مثل التشنجات، والتبول المستمر، والرعشة وتسرع التنفس.  

## السمية
يؤثر البيرتوكسين فقط على الثدييات. لم يتم العثور على أي تأثير على الزواحف أو الحشرات أو الأسماك. في التجارب التي أجريت على الفئران، حدثت أعراض مثل التشنجات، والتبول المستمر، والرعشة، وتسرع التنفس بعد 10 دقائق من الحقن وزادت خلال 30 دقيقة. أدى حقن 1 ميكروغرام من البيرتوكسين إلى تأثيرات سمية عصبية شديدة لمدة 24 ساعة، لكن هذه الجرعة ليست قاتلة للفئران. 